# Edward Mapplethorpe
Edward Mapplethorpe (nacido en Nueva York, en 1960) es un fotógrafo y pintor estadounidense.

## Biografía
Edward Mapplethorpe nació en el año de 1960 siendo de una familia católica en el barrio Neoyorquino de Queens. Es el menor de seis hermanos entre los que se encuentra Robert Mapplethorpe, el famoso fotógrafo fallecido en 1989. Con su hermano comenzó su carrera de fotógrafo ayudándolo en su estudio. Estudió en la State University de Nueva York en Stony Brook. Mapplethorpe vive y trabaja en Nueva York.

## Trabajo
El artista ha hecho, en sus obras, una exploración de las líneas combinándolas con los gestos impulsivos del action painting y de los procesos mecánicos de la fotografía. La utilización de materiales como el cabello le permite establecer un juego entre el control y el azar que estructura sus obras de arte conduciendo hacia un nuevo nivel de complejidad. El cabello es para Mapplethorpe un símbolo de revolución, un barómetro de las variaciones en el actual statu quo. El artista asume con este ambicioso proyecto los riesgos conceptuales y formales que implica. Sus últimas exposiciones muestran trabajos únicos que salen directamente del laboratorio, evitando el uso de la cámara fotográfica. El resultado es un balance espiritual y orgánico entre caos y orden.
Mapplethorpe desde el principio ha utilizado varios métodos tradicionales de la fotografía, en una época en que estos han quedado casi obsoletos. No por ello renuncia a ir incorporando nuevas tecnologías digitales, pero conservando siempre su enfoque purista.

## Exposiciones
A continuación se listan las exposiciones que Mapplethorpe ha llevado a cabo:
Exposiciones que ha realizado solo:
- 2009:	Studio d´Arte Contemporanea Pino Casagrande, Roma/Italia
- 2008:	TimeLines, Galerie artMbassy, Berlín
- 2008:	TimeZones, Ketterer Kunst, Berlín
- 2007:	Edward Mapplethorpe, Michael Foley Gallery, Nueva York/EE. UU.
- 2005:	Undercurrents, Comerford/Hennessy, Bridgehampton, Neueva York/EE. UU.
- 2004:	HAIR Transfer, Shiseido La Beauté, París/Francia
- 2003:	Drawings, Holly Hunt Showroom, Nueva York/EE. UU.
- 2001:	Transmographs & Compositions, Galerie Valerie Cueto, París/Francia
- 1996:	Edward Mapplethorpe: Photographs, Museo de Bella Artes, Maracaibo/Venezuela
- 1995: Stars and Stripes”, James Danziger Gallery, Nueva York/EE. UU.
- 1994: Alliances: Selected Photographs, 1987-1993”, The Ralls Collection, Washington/EE. UU.
- 1994:	Nudes and Underwater Photographs, A.O.I. Gallery, Santa Fe/EE. UU.
- 1994:	Undercurrents, James Danziger Gallery, Nueva York/EE. UU.
- 1994:	Photographs, Fay Gold Gallery, Atlanta/EE. UU.
- 1994:	Photographs, Prinze Gallery, Tokio, Japón
- 1990: Photographs, Hamiltons, Londres, Inglaterra
- 1990:	Photographs, Fahey/Klein Gallery, Los Ángeles/EE. UU.
- 1990:	Photographs, James Danziger Gallery, Nueva York/EE. UU.

Exposiciones que ha realizado grupalmente:
- 2008:	Dibujos y pequeños formatos, Galerie artMbassy, Berlín/Alemania
- 2008:	scope MIAMI, Galerie artMbassy, Miami/EE. UU.
- 2008:	PREVIEW BERLIN, Galerie artMbassy, Berlín/Alemania
- 2002:	Naked, artupstairs@ghb. East Hampton, Nueva York/EE. UU.
- 2002:	To the Flag: Taking Liberties, Three Rivers Festival Gallery, Pittsburgh/EE. UU.
- 2002:	Star Spangled Spirit, Bonni Benrubi Gallery, Nueva York/EE. UU.
- 2002:	America, The Ralls Collection, Washington/EE. UU.
- 1998: Air and Water, The Ralls Collection, Washington/EE. UU.
- 1996: Intimate Objects, Center for Creative Photography, Tucson/EE. UU.
- 1997: Selections from the Permanent Collection. The Ralls Collection, Washington/EE. UU.
- 1996:	Water, Hamiltons, Londres/Inglaterra
- 1995: Water, Robert Klein Gallery, Boston/EE. UU.
- 1995:	H2O, Yancy Richardson Gallery, Nueva York/EE. UU.
- 1992:	New Work I: Regarding the Elements, James Danziger Gallery, Nueva York/EE. UU.
- 1992:	G. Ray Hawkins Gallery, Los Ángeles/EE. UU.

## Premios
- 2004- The Henry Buhl Foundation Prize

## Obras
Series donde ha colaborado con importancia:
- TimeZones 2008
- TimeLines 2007/2008